# Génesis Andújar
Génesis Carolina Andújar Herrera (19 de mayo de 1997) es una deportista dominicana que compite en taekwondo. Ganó una medalla de plata en el Campeonato Panamericano de Taekwondo de 2016 en la categoría de –57 kg.

## Palmarés internacional
| Campeonato Panamericano | Campeonato Panamericano | Campeonato Panamericano | Campeonato Panamericano |
| Año                     | Lugar                   | Medalla                 | Categoría               |
| ----------------------- | ----------------------- | ----------------------- | ----------------------- |
| 2016                    | Querétaro (México)      | Medalla de plata        | –57 kg                  |